# Leptodrassus hylaestomachi
Leptodrassus hylaestomachi är en spindelart som beskrevs av Lucien Berland 1934. Leptodrassus hylaestomachi ingår i släktet Leptodrassus och familjen plattbuksspindlar.
Artens utbredningsområde är Kanarieöarna. Inga underarter finns listade i Catalogue of Life.